# 창원지방법원 마산지원
창원지방법원 마산지원은 창원지방법원 관할 사건 중에서 마산합포구, 마산회원구, 함안군, 의령군의 사건을 관할하는 법원이다.

## 관할
- 재판관할구역: 마산합포구, 마산회원구, 함안군, 의령군
- 등기관할구역: 마산합포구, 마산회원구
- 즉결관할구역: 마산중부경찰서, 마산동부경찰서

## 지원장
| 순번 | 이름   | 재임 기간               |
| ---- | ------ | ----------------------- |
| 1대  | 박민수 | 2011년 3월 ~ 2013년 2월 |
| 2대  | 이흥구 | 2013년 2월 ~ 2015년 2월 |
| 3대  | 전상훈 | 2015년 2월 ~ 2017년 2월 |
| 4대  | 김원수 | 2017년 2월 ~ 현재       |

## 조직
- 사무과
  - 사무과장
  - 서무계장
  - 서무, 인사
  - 용도, 회계
  - 지출
  - 가족관계등록, 협의이혼
  - 도서
  - 당직실
  - 민사,형사,가사,신청합의부
  - 민사1단독
  - 민사2단독(소액)
  - 민사3~4단독
  - 형사1~3단독
  - 가사단독
  - 가사비송단독
  - 영장,약식,구속적부심,즉결,보존
  - 민사,가사 사건접수
  - 형사,신청,경매 등 기타사건 접수
  - 독촉(전자독촉)
  - 문건,제증명,보존
  - 공탁,보관금
  - 신청결정, 담보취소
  - 소송비용액 확정
  - 재산명시, 신청해제
  - 경매1~3계
  - 집행접수
  - 기타집행
  - 과태료,경매보조
  - 조사1~3계
  - 등기접수
  - 등,초본 발급
  - 필증교부
  - 구내은행
  - 집행관사무실

## 재판 개정
- 화요일: 형사2단독, 형사3단독(정재), 가사단독
- 수요일: 형사합의, 민사1단독, 민사3단독, 형사1단독,
- 목요일: 민사2단독(소액). 형사2단독, 형사3단독(정재)
- 금요일: 민사합의, 가사합의, 민사3단독, 형사1단독,

## 시군법원
- 함안군법원
- 의령군법원